# 리처드 린츠
리처드 린츠 (Richard Lints)는 고든 콘웰 신학교 (Gordon-Conwell Theological Seminary )의 해밀턴 캠퍼스 (Hamilton Campus)의 학술 부학장이며 또한 학장이다. 그는 고든 콘웰 (Gordon-Conwell)의 신학 교수였던 앤드류 머치 (Andrew Mutch Distinguished) 교수이기도 하며 저자이기도 하다. 린츠 (Lints)는 1986년부터 고든 콘웰 신학교에 있었다.
그는 영국 브리스톨에 있는 트리니티 대학 (Trinity College)에서 가르쳤으며 1999년부터 2000년에는 예일대 (Yale University)의 객원 교수였다. 린츠는 미국 장로교회에서 안수받았다. 그는 "현대 종교 개혁 잡지: 복음주의 문화 센터, 복음주의 연합 (Gospel Coalition)"에 기고를 하였다.
린츠는 웨스트민스터 대학교 (철학 / 종교), 시카고 대학교 (신학), 노틀담 대학교 (철학)에서 박사 학위를 받았다. 그는 또한 트리니티 대학(브리스톨) , 예일 신학교 , 노틀담 대학교, 웨스트 민스터 신학교 및 리폼드 신학교에서 가르쳤다.

## 작품
- The Fabric of Theology, Grand Rapids: William B Eerdmans Publishing Company, 1993,
- Clark, Kelly; Lints, Richard; Smith, James (2004), 101 Key Terms in Philosophy and Their Importance for Theology, Louisville: Westminster John Knox Press, ISBN 0664225241
- Lints, Richard; Horton, Michael; Talbot, Mark, eds. (2006), Personal Identity in Theological Perspective, Grand Rapids: William B Eerdmans Publishing Company, ISBN 0802828930
- Progressive and Conservative Religious Ideologies, Farnham: Ashgate Publishing, 2010, ISBN 140940644X
- Lints, Richard, ed. (2011), Renewing the Evangelical Mission, ISBN 0802869300

### 저널 기사
- Lints, Richard (1986), "Attempts to Bridge the Gap in the Tertia Via", Southern Journal of Philosophy, XXIV (4): 531–540, doi:10.1111/j.2041-6962.1986.tb01588.x
- "Two Theologies or One? Warfield and Vos on the Nature of Theology", Westminster Journal of Theology, 54 (2): 235–253, 1992
- "The Postpositivist Choice: Tracy or Lindbeck", Journal of the American Academy of Religion, 61 (4): 655–677, 1993, doi:10.1093/jaarel/lxi.4.655, JSTOR 1465057